# كريم بنعريف
كريم بنعريف  (1993 المغرب) هو لاعب كرة قدم مغربي يلعب حاليا لنادي أولمبيك أسفي.

## روابط خارجية
- كريم بنعريف على موقع قاعدة بيانات كرة القدم.إي يو (الإنجليزية)